# Ołeszyn (przystanek kolejowy)
Ołeszyn (ukr. Олешин) – przystanek kolejowy w miejscowości Ołeszyn, w rejonie chmielnickim, w obwodzie chmielnickim, na Ukrainie. Położony jest na linii Szepetówka – Chmielnicki.